# Gpsd
gpsd — це комп'ютерна програма, яка збирає дані з приймача глобальної системи позиціонування (GPS) і надає дані через IP-мережу потенційно декільком клієнтським програмам в клієнт-серверній архітектурі. Gpsd можна запускати як демон для прозорої роботи як фонове завдання сервера. Мережевий інтерфейс забезпечує стандартизований формат даних для кількох одночасних клієнтських програм, таких як Kismet або програмне забезпечення супутникої навігації.
Gpsd зазвичай використовується в Unix-подібних операційних системах. Він розповсюджується як безкоштовне програмне забезпечення за ліцензією BSD із трьох пунктів.

## Структура
gpsd надає сервіс TCP/IP шляхом прив'язки до порту 2947 за замовчуванням. Він спілкується через цей сокет, приймаючи команди та повертаючи результати. Ці команди використовують синтаксис на основі JSON і надають відповіді JSON. Кілька клієнтів можуть отримати доступ до служби одночасно.
Програма підтримує багато типів приймачів GPS із підключенням через послідовні порти, USB та Bluetooth. Починаючи з 2009 року gpsd також підтримує приймачі AIS.
gpsd підтримує взаємодію з сервером мережевого протоколу часу (NTP) ntpd через спільну пам'ять, щоб уможливити встановлення часу на хост-платформі з годинника GPS.

## Автори
gpsd був спочатку написаний Remco Treffkorn разом з Derrick Brashear, потім підтримувався Russell Nelson. Зараз його підтримує Ерік С. Реймонд.